# کورولووکا
کورولووکا (به لهستانی:  Korolówka) یک روستا در لهستان است که در گمینا وووداوا واقع شده‌است.